# Final Days: Anthems for the Apocalypse
Final Days: Anthems for the Apocalypse er det amerikanske punk-metal band Plasmatics' andet greatest hits-album, og bandets sidste udgivelse. Det blev udgivet af Gigasarus Records i 2002.

## Spor
1. "The Doom Song" – (Fra Metal Priestess-ep'en)
2. "Stop" – (Fra Coup De Grace-albummet)
3. "Brain Dead" – (Fra Maggots: The Record-albummet)
4. "Masterplan" – (Fra Beyond the Valley of 1984-albummet)
5. "Just Like on TV" – (Fra Coup De Grace-albummet)
6. "Propagators" – (Fra Maggots: The Record-albummet)
7. "Uniformed Guards" – (Fra Coup De Grace-albummet)
8. "Opus in Cm7" – (Fra W.O.W.-albummet)
9. "Lies" – (Fra Deffest and Baddest-albummet)
10. "The Damned" – (Fra Coup De Grace-albummet)
11. "A Pig is a Pig" – (Fra Beyond the Valley of 1984-albummet)
12. "Finale" – (Fra Maggots: The Record-albummet)